# 早川三郎 (実業家)
早川 三郎（はやかわ さぶろう、1903年11月20日 - 1983年1月10日）は、日本の経営者。藤沢薬品工業（現・アステラス製薬）社長、会長を務めた。

## 経歴
滋賀県出身。1931年に東京帝国大学経済学部を卒業し、1932年6月に東洋レーヨンに入社。1942年に藤沢友吉商店（のちの藤沢薬品工業、現在のアステラス製薬）に転じ、1950年6月に取締役に就任し、1963年7月に常務、1961年11月に専務を経て、1967年5月には社長に就任した。1978年1月には相談役に就任。
1978年4月に勲三等瑞宝章を受章。
1983年1月10日、脳幹部腫瘍のために死去。79歳没。